# HD50855
HD50855 — хімічно пекулярна зоря спектрального класу B9, що має видиму зоряну величину в смузі V приблизно 10,1.
Вона  розташована на відстані близько 1885,3 світлових років від Сонця.

## Пекулярний хімічний вміст
Зоряна атмосфера HD50855 має підвищений вміст 
Si
.